# Resolutie 1376 Veiligheidsraad Verenigde Naties
Resolutie 1376 van de Veiligheidsraad van de Verenigde Naties werd unaniem door de VN-Veiligheidsraad aangenomen op 9 november 2001.

## Achtergrond
In 1994 braken in de Democratische Republiek Congo etnische onlusten uit die onder meer werden veroorzaakt door de vluchtelingenstroom uit de buurlanden Rwanda en Burundi. In 1997 beëindigden rebellen de lange dictatuur van Mobutu en werd Kabila de nieuwe president. In 1998 escaleerde de burgeroorlog toen andere rebellen Kabila probeerden te verjagen. Zij zagen zich gesteund door Rwanda en Oeganda. Toen hij in 2001 omkwam bij een mislukte staatsgreep werd hij opgevolgd door zijn zoon. Onder buitenlandse druk werd afgesproken verkiezingen te houden die plaatsvonden in 2006 en gewonnen werden door Kabila. Intussen zijn nog steeds rebellen actief in het oosten van Congo en blijft de situatie er gespannen.

## Inhoud

### Waarnemingen
Alle landen werden eraan herinnert dat ze geen geweld mogen gebruiken tegen enig ander land. Aldus bevestigde de Veiligheidsraad de onafhankelijkheid, territoriale integriteit en soevereiniteit van de Democratische Republiek Congo; ook over diens eigen natuurlijke rijkdommen.

### Handelingen
Over het algemeen respecteerden de partijen van het Akkoord van Lusaka het staakt-het-vuren, maar zij werden opgeroepen alle steun aan gewapende groepen in het oosten van Congo stop te zetten. Intussen waren sommige buitenlandse troepen uit Congo teruggetrokken, waaronder het volledige Namibische continent. Alle andere landen met troepen in Congo werden gevraagd die ook zo snel mogelijk terug te trekken. Verder moest ook de stad Kisangani snel gedemilitariseerd worden.
Men was erg bezorgd om de mensenrechtenschendingen in Congo en de economische problemen waar het land mee kampte. Ze herhaalde haar vooroordeling van de illegale ontginning van 's lands natuurlijke rijkdommen.
Het vredesproces in Congo was ook verbonden met dat van buurland Burundi, waar vooruitgang werd geboekt. De Veiligheidsraad steunde verder het beginnen van fase III van de VN-vredesmissie in Congo, MONUC.

## Verwante resoluties
- Resolutie 1341 Veiligheidsraad Verenigde Naties
- Resolutie 1355 Veiligheidsraad Verenigde Naties
- Resolutie 1399 Veiligheidsraad Verenigde Naties (2002)
- Resolutie 1417 Veiligheidsraad Verenigde Naties (2002)

Lijst ·  1335 ·  1336 ·  1337 ·  1338 ·  1339 ·  1340 ·  1341 ·  1342 ·  1343 ·  1344 ·  1345 ·  1346 ·  1347 ·  1348 ·  1349 ·  1350 ·  1351 ·  1352 ·  1353 ·  1354 ·  1355 ·  1356 ·  1357 ·  1358 ·  1359 ·  1360 ·  1361 ·  1362 ·  1363 ·  1364 ·  1365 ·  1366 ·  1367 ·  1368 ·  1369 ·  1370 ·  1371 ·  1372 ·  1373 ·  1374 ·  1375 ·  1376 ·  1377 ·  1378 ·  1379 ·  1380 ·  1381 ·  1382 ·  1383 ·  1384 ·  1385 ·  1386